# Bàbitxe-Korenovski
Bàbitxe-Korenovski - Бабиче-Кореновский (rus) - és un khútor del krai de Krasnodar, a Rússia. Es troba a la vora del riu Malióvana, afluent del Beissujok Esquerre, de la conca del riu Beissug. És a 13 km al nord-oest de Korenovsk i a 61 km al nord-est de Krasnodar. Pertany a aquest khútor el khútor de Proletarski (Пролетарский), que es troba a la vora del riu Beissujok Esquerre, afluent del Beissug. És a 15 km a l'oest de Korenovsk i a 55 km al nord-est de Krasnodar.